# Cristo de la Concordia
Cristo de la Concordia (Christus van de Eendracht) is een reusachtig beeld van Jezus Christus op de San Pedro-heuvel in Cochabamba, Bolivië. Het beeld is 34,20 meter hoog en staat op een voetstuk van 6,24 meter. Daarmee is de totale hoogte van het beeld 40,44 meter. Sinds de onthulling van het Christus Koning in Świebodzin (Polen) is het beeld niet meer het grootste Christusbeeld ter wereld. In 2011 werd in Peru een beeld onthuld van Cristo del Pacífico met een hoogte van 37 meter.

## Details
De constructiewerkzaamheden begonnen op 12 juli 1987 en werden afgerond op 20 november 1994. Het beeld is ontworpen door César en Wálter Terrazas Pardo. Model voor het beeld stond Christus de Verlosser in Rio de Janeiro. Het beeld rijst 2.840 meter uit boven zeeniveau. Op het moment van oplevering was het beeld het grootste bouwwerk van Jezus in de wereld. Het weegt bij benadering 2.200 ton. Het hoofd is 4,64 meter en weegt 11.850 kilo. De spanwijdte van de armen is 32.87 meter, de linkerhand wijst naar zuidelijke richting, de rechterhand wijst naar de noordelijke richting. Binnen het beeld loopt een trap naar een plek dat uitzicht biedt over Cochabamba en de vallei. Het beeld Cristo de la Concordia is bereikbaar te voet over een 1399 treden tellende trap, via een kabelbaan of via openbaar vervoer.